# 데이토나 24시
데이토나 24시(영어: 24 Hours of Daytona)는 자동차 내구 레이스 중 하나이다. 미국 플로리다주 데이토나비치 데이토나 인터내셔널 스피드웨이에서 시작한다. 매년 1월 마지막 주와 2월 초에 개최되고있다. 르망 24시, 스파 24시간 레이스와 함께 세계 삼대 내구 레이스라고도 불린다.